# Алиев, Магомед Ниджат оглы
Магомед Ниджат оглы Алиев (азерб. Əliyev Məhəmməd Nicat oğlu; 24 октября 1992, Сумгаит, Азербайджан) — азербайджанский футболист, амплуа — полузащитник.

## Биография
Магомед Алиев родился 24 октября 1992 года в азербайджанском городе Сумгаит. В возрасте 7 лет начал заниматься футболом в детской возрастной группе ФК «Хазар» Сумгаит, где провел 10 лет, поочередно выступая за все возрастные категории до 17 лет. Первым тренером футболиста был Хикмет Алиев. В 2010—2012 годах проходил службу в рядах вооружённых сил Азербайджана.

## Клубная карьера

### Чемпионат
В 2009 году подписывает свой первый профессиональный контракт с клубом «Стандарт» Сумгаит, в дубле которого выступает пол сезона. После службы в армии становится игроком клуба Премьер-лиги — ФК «Симург» Закатала. Проведя в составе «фениксов» два сезона, летом 2013 года переходит в клуб первого дивизиона — ФК «Нефтчала». Во время летнего трансферного окна 2015 года переходит в клуб азербайджанской Премьер-лиги «Ряван» Баку.
Статистика выступлений в чемпионате Азербайджана по сезонам:
| № | Сезон       | Клуб       | Лига            | Игр | В запасе | Голов |
| - | ----------- | ---------- | --------------- | --- | -------- | ----- |
| 1 | 2011 / 2012 | «Симург»"  | Премьер-лига    | 0   | 0        | 0     |
| 2 | 2012 / 2013 | «Симург»"  | Премьер-лига    | 0   | 2        | 0     |
| 3 | 2013 / 2014 | «Нефтчала» | Первый дивизион | 25  | 0        | 12    |
| 4 | 2014 / 2015 | «Нефтчала» | Первый дивизион | 30  | 5        | 25    |
| 5 | 2015 / 2016 | «Ряван»    | Премьер-лига    | 3   | 0        | 0     |

### Кубок
Статистика выступлений в Кубке Азербайджана по сезонам:
| № | Сезон       | Клуб       | Игр | В запасе | Голов |
| - | ----------- | ---------- | --- | -------- | ----- |
| 1 | 2013 / 2014 | «Нефтчала» | 1   | 0        | 1     |
| 2 | 2014 / 2015 | «Нефтчала» | 1   | 1        | 0     |

## Достижения
- Серебряный призёр чемпионата Азербайджана среди дублирующих составов в составе ФК «Симург» сезона 2012/13 годов;
- Серебряный призёр Первого дивизиона чемпионата Азербайджана в составе ФК «Нефтчала» сезона 2013/14 годов;
- Победитель Первого дивизиона чемпионата Азербайджана в составе ФК «Нефтчала» сезона 2014/15 годов;